# 曼达帕姆
曼达帕姆（Mandapam），是印度泰米尔纳德邦Ramanathapuram县的一个城镇。总人口15799（2001年）。

## 人口
该地2001年总人口15799人，其中男性7979人，女性7820人；0—6岁人口2064人，其中男1049人，女1015人；识字率70.60%，其中男性为75.22%，女性为65.88%。